# Giorgio Dal Pian
Giorgio Dal Pian (...) è un politico italiano.
Iscritto alla Democrazia Cristiana, Dal Pian è stato sindaco di Cittadella dal 1970 al 1975 e presidente della Provincia di Padova nel quinquennio seguente.